# Assessment center
El Assessment Center o Entrevistas de Evaluación Situacional, es un proceso que en la actualidad se implementa para la selección de personal en diferentes empresas.  Este proceso facilita, a los selectores, a predecir conductas de los postulantes en situaciones concretas que tienen que ver con su futuro desempeño en el puesto vacante; es decir, si se quiere predecir el rendimiento de una persona ante un conjunto de tareas que puedan resultar críticas en su puesto de trabajo, se debe observar, clasificar y evaluar con precisión su comportamiento ante este tipo de situaciones.

## Elementos
Los elementos que constituyen una entrevista de este tipo incluyen:
1. Evaluación de pruebas situacionales: Las medidas de las cualidades conductuales del postulante se realizan con pruebas en las que ha de enfrentarse en la realidad.
2. Referencia a la conducta concreta: La forma de evaluación se refiere a conductas precisas, observables por diversos observadores y no a supuestos teóricos.
3. Intervención de la línea de mandos: Los directivos más cercanos al puesto de trabajo deben estar presentes para observar y evaluar el rendimiento de los postulantes y poder establecer criterios de éxito a lo largo de las pruebas situacionales.
4. Basada en habilidades específicas: Se toman como referencia las habilidades o competencias conductuales específicas que se han identificado como críticas para el puesto.
5. Referencia a conductas criterio: Los parámetros de evaluación de las conductas observadas se habrán acordado de antemano, mediante el establecimiento de Conductas Criterio.
6. Evalúa potencial y no sólo capacidad actual: Los resultados que se obtienen de la evaluación no se centran exclusivamente en la capacidad actual del postulante, sino que también permite testear el potencial mediante procesos de aprendizaje y entrenamiento necesarios en función de las Conductas Criterio.

## El AC como proceso
El Assessment Center es un proceso lógico que incluye diversos pasos para su implementación, y habilidades básicas de los observadores y directivos de línea que participen en el mismo.
Los pasos a seguir son los siguientes:
a) Identificación del objetivo:
- Selección y reclutamiento externo.
- Promociones de puestos con responsabilidad de gestión.
- Medición de potencial de gestión.

b) Definición de las competencias conductuales relevantes para la compañía.
c) Diseño de los ejercicios de simulación.
d) Las habilidades básicas de los evaluadores sobre el comportamiento de los candidatos deben ser:
- Observación concienzuda.
- Anotación.
- Categorización / Clasificación.
- Evaluación.

## Ejercicios o Pruebas de Simulación
Una simulación del comportamiento es una situación/test que reproduce el comportamiento real del candidato en el puesto de trabajo.  Se trata de poner a los candidatos en situaciones de trabajo similares a las que ellos deberán resolver en el puesto para el cual son seleccionados.  
No existen dos Assessment Center parecidos, ya que se diseñan en función de los objetivos y necesidades de cada organización.  Es posible utilizar una combinación de ejercicios que representen el objetivo de la simulación.
Prueba

## Tipos de Simulaciones
- Juegos de negocios.
- Discusión en grupo.
- Ejercicios de análisis.
- Ejercicios de presentación.
- Entrevistas simuladas.

## Características de las pruebas
Todas las pruebas se deben construir para evaluar las competencias críticas del puesto de trabajo. Las de tipo Grupal reúnen entre 6 y 12 participantes. Se requiere de 1 evaluador por cada 3 o 4 participantes. Además de profesionales especializados en la implementación de este tipo de procesos, se requiere la participación del personal de la Línea Jerárquica.
La duración del Assessment Center puede ser de 1 a 2½ días.  Se necesita de 2 a 5 días para la valoración y evaluación de los resultados.

## Ventajas y Desventajas del Proceso AC
La implementación del Assessment Center conlleva claras ventajas, se destacan como:
- Alta fiabilidad y validez.
- Mayor facilidad de interlocución con el personal de línea y directivos.
- Menos nivel de inferencias.
- Potencia de entrenamiento.

Dentro de las desventajas se mencionan:
- Elevado costo de ejecución.
- Mayor necesidad de entrenamiento y capacitación de los evaluadores.
- Resistencia cultural.

## Fuente
Revista People Management, Reino Unido, 2001.
Assessment Center en la Gestión del Talento, México, 2012
- Datos: Q265558